# Encased: A Sci-Fi Post-Apocalyptic RPG
Encased: A Sci-Fi Post-Apocalyptic RPG — компьютерная ролевая игра, разработанная российской студией Dark Crystal Games и изданная компанией Prime Matter. Действие Encased разворачиваются в альтернативных 70-х, где обнаружен таинственный купол, оставленный неизвестной цивилизацией посреди пустыни. Выход игры в ранний доступ на Microsoft Windows состоялся 26 сентября 2019 года.

## Игровой процесс
В основу геймплея легли классические компьютерные ролевые игры, такие как Fallout, Wasteland и Shadowrun. В проекте реализована пошаговая боевая система с изометрической камерой. Одной из отличительных особенностей игры является акцент на сюжет, при этом решения игрока так или иначе влияют на весь остальной игровой процесс.
Система прокачки персонажа — тоже одна из ключевых особенностей игры, наряду с системой репутации, где отношение персонажей к протагонисту может меняться в зависимости от решений игрока. Главный герой начинает своё путешествие один, однако различные компаньоны могут присоединиться к нему во время прохождения. Игра рассчитана на 30-40 часов.

## Сюжет
События игры разворачиваются в альтернативных 70-х. Сюжет рассказывает об исследовании Купола, огромной постройки, обнаруженной в одной из отдалённых пустынь. Никто не знает, кем были создатели Купола — в официальных документах исследователей эту цивилизацию называют Праотцами.
В лабиринтах под Куполом осталось множество удивительных образцов продвинутых технологий и артефактов, охраняемых автоматическими защитными системами, ловушками и аномалиями. Кроме того, особое поле Купола не позволяет покинуть его тем, кто попал внутрь. Исследованиями Купола занимается корпорация CRONUS, международная организация, основанная правительствами самых влиятельных мировых держав. CRONUS разделена на пять департаментов, называемых Крыльями, каждое из которых подчиняется своему руководителю, имеет собственную специализацию и историю.
Главный герой — один из многих новичков, отправившийся под Купол по личным причинам. Первой локацией становится стартовая станция «Содружество». За время спуска под Купол герой успевает поговорить с представителями всех Крыльев, спускающимися вместе с ним и вникнуть в курс дел.
Приземлившись, герой получает начальное снаряжение, учится обращению с оружием и исследованию аномальных объектов. После чего отправляется на брифинг с Кингсли, главой Серебряного Крыла.
После брифинга на станции герой получает первое задание. Исследовательская экспедиция на объекте C-12-Нэшвилл не выходила на связь уже долгое время, необходимо выяснить, что случилось. Прибыв на объект, герой понимает, что случись что-то ужасное. Турели ведут огонь на поражение по любой цели, а участники экспедиции ходят словно зомби. В поисках правды герой добирается до таинственного артефакта Праотцов, вокруг которого и построили исследовательский центр. Дотронувшись до него, герой попадает в мир грёз, где ему удаётся поговорить с лидерами всех фракций и другими важными персонажами. Придя в себя, герой понимает: прошло как минимум несколько лет, ведь на местах свежих трупов теперь одни лишь кости.
К счастью, за время его сна пещера успела обвалиться и герой без труда попадает наружу, в опустошённый мир недалёкого будущего.

## Разработка
18 мая 2018 разработка Encased была анонсирована российской студией Dark Crystal Games. После анонса Dark Crystal Games рассматривали возможность дополнительного финансирования. В сентябре 2018 года команда запустила Kickstarter кампанию, целью которой было расширение контента игры, а не ее финансирование. Кампания завершилась в середине октября после того, как было собрано 105 745 евро от более чем 2 900 игроков.
Игра была издана Black Tower и выпущена в раннем доступе 26 сентября 2019 года. Полный релиз запланирован на осень 2020-го года.
Осенью 2020-го года Dark Crystal Games подписали контракт с новым издателем, Koch Media, и перенесли релиз игры на неопределённый срок с целью перевести её на большее количество языков, а также добавить озвучку и другой дополнительный контент в игру.
Полный релиз состоялся 7 сентября 2021 года под крылом издательства Prime Matter, дочерней компании Koch Media.
Разработчики опубликовали дорожную карту с планами по дальнейшей разработке контента для игры вплоть до весны 2022 года.